# Steven Ogg
Steven Ogg (Edmonton, 4 de novembre de 1973) és un actor canadenc. És conegut per interpretar Trevor Philips al videojoc Grand Theft Auto V del 2013 i Simon a The Walking Dead (2016-2018), i també ha aparegut a Murdoch Mysteries, Better Call Saul, Snowpiercer i Westworld.

## Primers anys de vida
Ogg va néixer a Edmonton, Alberta, i va créixer a Calgary. Va començar la seva carrera com a actor en una pel·lícula per a la National Film Board of Canada, abans de treballar en diverses produccions teatrals. Es va centrar a seguir una carrera esportiva, però una lesió li va impedir fer-ho.

## Carrera
Després de traslladar-se a la ciutat de Nova York, va començar a actuar en programes de televisió com Law & Order i Third Watch, a més d’alguns treballs teatrals i de veu.
Després de prendre un descans per actuar per construir una casa, va ser contractat per Rockstar Games com a artista de captura de veu i moviment per a Trevor Philips en el seu videojoc Grand Theft Auto V de 2013. El seu personatge va ser aclamat per la crítica i va rebre nombroses nominacions al premi. El febrer de 2014, va rebre un premi en la 3a edició dels premis New York Videogame Critics Circle a la millor interpretació general en un joc. Més tard, Ogg va repetir el seu paper al curtmetratge de YouTube GTA VR del 2016.
En el final de la temporada 6 de The Walking Dead, va debutar com a Simon, que és membre dels Saviors, els principals antagonistes de la temporada 7, en la qual es va convertir en un personatge recurrent. Ogg també va interpretar a Rebus a la sèrie HBO Westworld i proporciona la veu del principal antagonista, el professor Venomous, a la sèrie animada OK K.O. de Cartoon Network. Siguem herois. El 2019, Ogg va retratar Flexon a la segona temporada de la sèrie de televisió The Tick de 2016.
Ogg va assenyalar en una entrevista que és conscient de ser tipografiat com "el boig, l'impredictible", tot i que no li importava això si portava a un treball constant. Va admetre, però, que idealment li agradaria explorar "diferents personatges [i] diferents mons", com el seu paper de pare al drama The Short History of the Long Road del 2019.

## Filmografia

### Actor
| Any  | Títol                              | Paper                          | Notes      |
| ---- | ---------------------------------- | ------------------------------ | ---------- |
| 1999 | Giving it Up                       | Andre the Fashion Photographer |            |
| 1999 | The Romantic Comedy with an Edge   | Donny Don Don                  | Curt       |
| 2002 | Thousand Dollar Shoes              | Michel Gilligan                | Curt       |
| 2002 | The Lovers                         |                                | Video Curt |
| 2003 | Mail Order Bride                   | Pavel                          |            |
| 2013 | Out There                          | Carl                           | Curt       |
| 2013 | Disgrace                           | The Father                     | Curt       |
| 2014 | Space Dogs                         | Homicidal Doctor               | Video Curt |
| 2014 | The Sandman                        | Biff                           | Curt       |
| 2014 | Kingdom Come                       | James                          | Curt       |
| 2014 | Chapter 7                          | Dad                            | Curt       |
| 2015 | He Never Died                      | Alex                           |            |
| 2015 | Blackwell                          | Walton Briggs                  | Curt       |
| 2015 | The Escort                         | Warren                         |            |
| 2015 | Moondog Airwaves                   | Jack                           | Curt       |
| 2015 | Black Dog, Red Dog                 | Joe Sr.                        |            |
| 2015 | The Book of Ned                    | Kenny                          | Curt       |
| 2016 | GTA VR                             | Trainer                        | Curt       |
| 2016 | Rematar                            | Uley                           | Curt       |
| 2017 | On The Run                         | Gwin                           | Curt       |
| 2018 | Patient 001                        | Head Attendant                 |            |
| 2019 | The Present                        | Mister Russo                   | Curt       |
| 2019 | The Short History of the Long Road | Clint                          |            |
| 2022 | Emancipation                       | Sergent Howard                 |            |

| Any        | Títol                         | Paper            | Notes          |
| ---------- | ----------------------------- | ---------------- | -------------- |
| 2000       | Law & Order                   | Mark Vee         | episodi: 10x20 |
| 2001       | Third Watch                   | Shooter          | episodi: 2x11  |
| 2013       | Unforgettable                 | Larry Yablonski  | episodi: 2x03  |
| 2013       | Person of Interest            | Chuck            | episodi: 3x01  |
| 2014       | Broad City                    | Creepy Locksmith | episodi: 1x04  |
| 2014       | Els misteris d'en Murdoch     | Bat Masterson    | episodi: 4x03  |
| 2015; 2020 | Better Call Saul              | Sobchak / Mr. X  | 2 episodis     |
| 2016–2018  | The Walking Dead              | Simon            | 13 episodis    |
| 2016       | Rush: Inspired by Battlefield | James Braddock   | 6 episodis     |
| 2016–2022  | Westworld                     | Rebus            | 7 episodis     |
| 2019       | The Tick                      | Flexon           | 6 episodis     |
| 2020–2022  | Snowpiercer                   | Pike             | 18 episodis    |
| 2023       | The Walking Dead: Dead City   | Simon            | episodi: 1x04  |

### Actor de veu
| Any  | Títol               | Paper          | Notes    |
| ---- | ------------------- | -------------- | -------- |
| 2008 | Alone in the Dark 5 | Vinnie         | videojoc |
| 2009 | Cursed Mountain     | Alex           | videojoc |
| 2013 | Grand Theft Auto V  | Trevor Philips | videojoc |